# Барсуковка (Гурьевский городской округ)
Барсуковка — посёлок в Калининградской области России. Входил в состав Добринского сельского поселения в Гурьевском районе.

## История
Поселение Дунов было основано в 1365 году, со временем название трансформировалось в Дунау.
30 сентября 1928 года Легенен вошел в состав общины Дунау.
В 1946 году Дунау и Легенен были объединены в поселок Барсуковку.

## Население
| 2002 | 2010 |
| ---- | ---- |
| 17   | ↗19  |

В 1910 году население составляло 115 жителей, в 1933 году 162 жителя, в 1939 году — 132 жителя